# Reeducación a través del trabajo

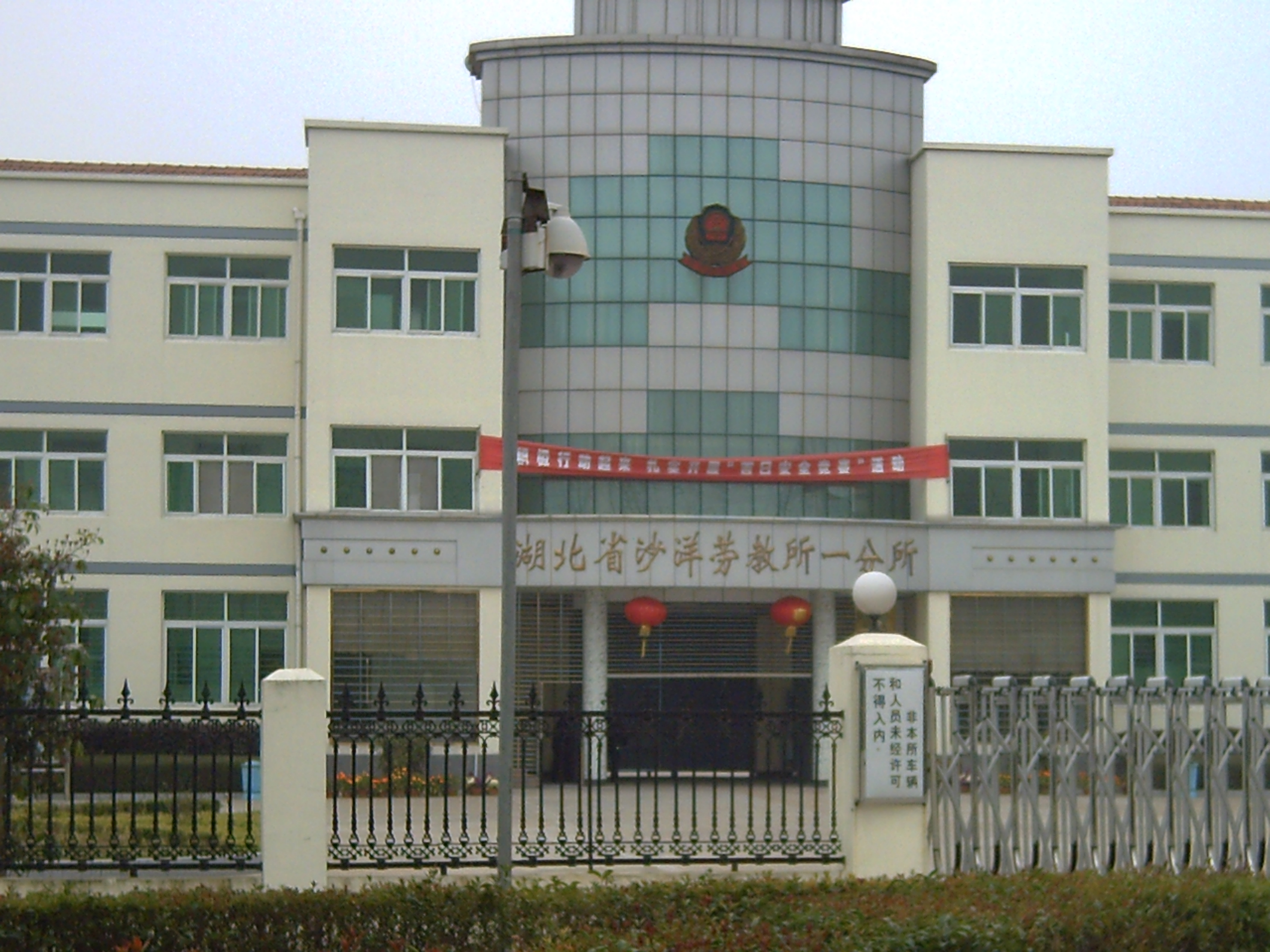
Una fotografía de Shayang Reeducación a través del campo de trabajo en la provincia de Hubei, desde los archivos del Museo Laogai

Reeducación a través del trabajo (a veces abreviado RTT o RTL por las iniciales en inglés de re(-)education through labo(u)r; en chino tradicional, 勞動教養; en chino simplificado, 劳动教养; pinyin, láodòng jiàoyǎng), abreviado laojiao (en chino tradicional, 勞教; en chino simplificado, 劳教; pinyin, láojiào) fue un sistema de detención administrativa en China continental. Activo desde 1957 hasta 2013, el sistema se utilizó para detener a personas acusadas de delitos menores como hurto, prostitución y tráfico de drogas, así como disidentes políticos, peticionarios y seguidores de Falun Gong. Estaba separado del sistema laogai mucho más grande de campos de trabajo en prisión.
Las penas bajo reeducación a través del trabajo fueron típicamente de uno a tres años, con la posibilidad de una extensión adicional de un año. Fueron emitidos como una forma de castigo administrativo por la policía, en lugar de a través del sistema judicial. Mientras estaban encarcelados, los detenidos a menudo estaban sujetos a alguna forma de educación política. Las estimaciones sobre el número de detenidos RTT en un año determinado oscilan entre 190.000 y dos millones. En 2013, había aproximadamente 350 campamentos RTT en funcionamiento.
El 28 de diciembre de 2013, el Comité Permanente del Congreso Nacional del Pueblo abolió la reeducación a través del sistema laboral y los detenidos fueron liberados. Sin embargo, los grupos de derechos humanos han observado que otras formas de detención extrajudicial han ocupado su lugar, y algunos antiguos campamentos RTT fueron renombrados como centros de rehabilitación de drogas.

## Reeducación a través del trabajo y el sistema penal chino
La República Popular de China emplea varias formas de correcciones para las personas que han sido arrestadas, de las cuales la reeducación a través del trabajo fue una. La Laogai Research Foundation clasifica la reeducación a través del trabajo como un subcomponente bajo el paraguas del sistema de justicia penal laogai ("reforma a través del trabajo") que generalmente se refiere a prisiones, granjas de prisión y campos de trabajo para criminales convictos. La reeducación a través del trabajo, por otro lado, se refiere a detenciones para personas que no se consideran delincuentes o que solo han cometido delitos menores. Las personas detenidas bajo reeducación a través del trabajo fueron detenidas en instalaciones separadas del sistema penitenciario general; Además, los detenidos en estas instalaciones de reeducación reciben un pequeño salario, que los detenidos de Laogai no, y en teoría tienen menos horas de trabajo. El sistema laogai es mucho más grande que el sistema de reeducación a través del trabajo, y la Fundación de Investigación Laogai identificó 1.045 campamentos laogai en 2006 (en comparación con 346 centros de reeducación). Sin embargo, ambos sistemas implican trabajo penal y, a menudo, no permiten juicios ni audiencias judiciales. El término "reforma a través del trabajo" o laogai fue reemplazado oficialmente por "prisión" en 1994, y el término "centro de reeducación" o láojiàosuǒ (劳教所) fue reemplazado por "centro correccional" en 2007.
Otros componentes del sistema penitenciario incluyen centros de detención para personas en espera de sentencia o ejecución, y campos de detención juvenil para personas menores de una edad mínima (que ha variado a lo largo de los años, y actualmente puede ser menor de 14 años). El sistema anteriormente incluía componentes tales como custodia y repatriación para individuos sin un permiso de residencia; "colocación laboral forzada", que no se ha practicado ampliamente desde la década de 1990; y "refugio e investigación", un sistema de detenciones para personas bajo investigación legal, que fue abolido en 1996. La Laogai Research Foundation también clasifica las instalaciones psiquiátricas, o ankang, como una forma de detención para disidentes políticos, aunque no se reconoce oficialmente como parte del sistema penal de Laogai.

## Historia
Las instituciones similares a la reeducación a través de instalaciones laborales, pero llamadas "nuevas escuelas de vida" o "campamentos de holgazanes", existieron a principios de la década de 1950, aunque no se hicieron oficiales hasta las campañas antirectistas en 1957 y 1958. Un informe de Human Rights in China (HRIC) afirma que la reeducación a través del trabajo fue utilizada por primera vez por el Partido Comunista de China en 1955 para castigar a los contrarrevolucionarios, y en 1957 fue adoptada oficialmente por ley para ser implementada por el Ministerio Público de Seguridad. La ley permitió a la policía condenar a los delincuentes menores y "contrarrevolucionarios" o "elementos antisocialistas" al encarcelamiento en campos de trabajo sin derecho a una audiencia judicial o juicio, y no permitió la revisión judicial para tener lugar hasta después de que se aplicara el castigo. Al principio no había límites en cuanto a la duración de la detención de los detenidos, y no fue hasta 1979 que se estableció una pena máxima de cuatro años (tres años más una extensión de un año). En 1983, la gestión e implementación del sistema de reeducación a través del trabajo pasó del Ministerio de Seguridad Pública al Ministerio de Justicia.
Cuando Falun Gong fue prohibido en China continental en 1999, la reeducación a través del trabajo se convirtió en un castigo común para los practicantes. Algunos grupos de derechos humanos afirman que hasta 10.000 miembros de Falun Gong fueron detenidos entre 1999 y 2002, con hasta 5.000 detenidos solo en 2001. Estimaciones más recientes sugieren que cientos de miles de seguidores de Falun Gong están encarcelados en China, con algunas fuentes que estiman que hasta la mitad de la población oficial de reeducación a través del campo de trabajo es de practicantes de Falun Gong. En algunos campos de trabajo, los practicantes de Falun Gong constituyen la mayoría de la población.
Ha habido numerosas llamadas para que el sistema sea reformado o reemplazado. Ya en 1997, el Grupo de Trabajo de las Naciones Unidas sobre la Detención Arbitraria (WGAD) pidió a China que permitiera el control judicial sobre las detenciones; en 2000, el Comité contra la Tortura de la ONU recomendó que se abolieran todas las formas de detención administrativa, incluida la reeducación a través del trabajo; en 2004, el WGAD pidió el establecimiento de los derechos al debido proceso y el asesoramiento para las personas detenidas; y en 2005, el Relator Especial sobre la Tortura pidió la abolición total de la reeducación a través del trabajo. Las prominentes muertes de dos reclusos en la primavera de 2003 provocaron muchos llamamientos dentro de China para la reforma del sistema, pero la reforma no ocurrió de inmediato, aunque The China Daily informó que hubo "consenso general" de que la reforma era necesaria. Sin embargo, en marzo de 2007, el gobierno chino anunció que aboliría la reeducación a través del sistema laboral y la reemplazaría con un conjunto de leyes más indulgentes. Según la propuesta, la pena máxima se reduciría de cuatro años a 18 meses; los centros de reeducación se renombrarían como "centros de corrección" y se eliminarían sus cercas y puertas. Un mes después, el municipio de Chongqing aprobó una ley que permite a los abogados ofrecer asesoría legal en reeducación a través de casos laborales.
Sin embargo, muchos grupos de derechos humanos dudaron de la eficacia de las reformas propuestas, diciendo que las nuevas leyes solo ayudarían a los delincuentes menores y no ayudarían a los presos políticos, y que las reformas no abolirían la reeducación a través del sistema laboral. La Laogai Research Foundation declaró que reducir la duración máxima de la detención y cambiar los nombres de los centros de detención no constituiría un "cambio fundamental". Nueve meses después de la declaración de que las leyes serían reescritas, la reeducación a través del sistema laboral no había sido abolida; En diciembre de 2007, un grupo de académicos redactó una carta abierta al gobierno pidiendo el fin del sistema. Durante los Juegos Olímpicos de verano de 2008 en Beijing, hubo informes de que algunas personas que solicitaron permisos para protestar fueron detenidas sin juicio; de estos, algunos fueron condenados a reeducación a través del trabajo. En la Revisión Periódica Universal de la República Popular de China de septiembre de 2008 del Consejo de Derechos Humanos de las Naciones Unidas, la reeducación a través del trabajo figuraba como una "preocupación urgente de derechos humanos" y, a partir de febrero de 2009, un gran número de la reeducación a través de campos de trabajo todavía estaba en funcionamiento.

### Estadísticas
Los informes sobre la reeducación a través del trabajo han encontrado difícil estimar el número de personas en los centros de reeducación, y las estadísticas nacionales a menudo no estaban disponibles en el pasado. Los datos que están disponibles a menudo varían ampliamente.
| Fuente                                          | Año        | Número de detenidos en un año determinado | Número de detenidos desde su fundación |
| ----------------------------------------------- | ---------- | ----------------------------------------- | -------------------------------------- |
| Gobierno de la RPC                              | 2009       | 190.000                                   |                                        |
| Gobierno de la RPC                              | 2003       | 230.000                                   |                                        |
| China Labour Bulletin                           | 2007       | 300.000                                   |                                        |
| Laogai Research Foundation                      | 2006, 2008 | 500.000–2 millones                        |                                        |
| Organizaciónes no gubernamental sin especificar | 2003       | 310.000                                   |                                        |
| Human Rights en China (organización)            | 2001       | 200.000 (en los 1990s)                    |                                        |
| Human Rights Watch                              | 1998       | 230.000 (en 1997)                         |                                        |
| Agencia de noticias oficial Xinhua              | 2001       |                                           | 3,5 millones                           |
| China Daily                                     | 2007       |                                           | 6 millones                             |

De estos detenidos, se estima que entre el 5 y el 10 por ciento son presos políticos, y se estima que hasta el 40 por ciento son delincuentes por drogas — en 1998, casi un tercio de los campos de reeducación conocidos se construyeron específicamente para el propósito de detener a los infractores de drogas.
El China Daily estimó que había un total de 310 centros de reeducación en China en 2007. La edición 2008 del informe bienal de Laogai Research Foundation enumeró exactamente 319 centros de reeducación "confirmados" en China y 74 centros "no confirmados", pero también estimó que el número real de dichos centros podría ser mucho mayor. Las provincias con más centros son Guangdong(31), Heilongjiang (21) y Henan (21). En una reunión de febrero de 2009 del Consejo de Derechos Humanos de las Naciones Unidas, el gobierno chino declaró que hay 320 centros. Las provincias con el mayor número de centros de reeducación incluyen Guangdong, Liaoning, Heilongjiang y Henan. A fines de 2008, había 350 campos de trabajo forzado y 160.000 prisioneros estaban detenidos en ellos.

## Detenciones

### Condena y detención
La sentencia para la reeducación a través del trabajo generalmente se lleva a cabo por la policía y no por el sistema judicial, por lo que los individuos rara vez son acusados o juzgados antes de ser detenidos. Las oficinas de seguridad pública (oficinas de policía) pueden llevar a cabo detenciones administrativas por infracciones "menores" que no se consideran actos delictivos; al menos un analista ha sugerido que las oficinas locales de seguridad pública a menudo abusan de su autoridad y detienen a personas por cosas como venganzas personales. Los individuos también pueden ser condenados a reeducación a través del trabajo por los tribunales, pero la proporción de individuos que reciben juicios en lugar de ir directamente a detención administrativa está determinada en parte por la capacidad que tiene esa provincia para reeducar a los detenidos — provincias con grandes retenciones. -la educación a través del aparato laboral generalmente permite que menos detenidos sean juzgados. Cuando a los detenidos se les permitió un juicio, sus abogados se han enfrentado a "intimidación y abuso", según algunos informes, y las personas bajo juicio a veces han sido condenadas por confesiones que fueron coaccionadas por "tortura y severa presión psicológica". En al menos un caso, los condenados fueron enviados a reeducación a través del trabajo incluso después de ser declarados inocentes en un juicio.
Se informa que la mayoría de los detenidos en reeducación a través de instalaciones laborales son usuarios de drogas, delincuentes menores y prostitutas, así como algunos presos políticos; James Seymour también ha afirmado que la mayoría de las personas condenadas a reeducación a través del trabajo son de zonas urbanas. Las personas que intentan abandonar el país ilegalmente también han sido condenadas a la reeducación a través del trabajo a su regreso. En los períodos previos a las visitas de dignatarios extranjeros o aniversarios políticamente sensibles (como el aniversario de las protestas de la Plaza Tiananmen de 1989), las autoridades locales supuestamente han detenido a "indeseables", como personas sin hogar, personas con discapacidad mental o física y trabajadores migrantes. Un especialista en China de la Corporación RAND ha afirmado que la policía, ante la falta de "programas modernos de rehabilitación y tratamiento", utiliza la reeducación a través de condenas laborales para "almacenar" a las personas por "un número creciente de problemas sociales".
Los detenidos pueden solicitar que se derogue su detención mediante una "revisión administrativa" (xingzheng fuyi, 行政复议) de la decisión o presentando un "litigio administrativo" (xingzheng susong 行政诉讼) contra el Comité de Reeducación Laboral detenido. Sin embargo, según el grupo de incidencia Chinese Human Rights Defenders, estas opciones son ineficaces y los grupos que supervisan las revisiones y litigios a menudo tienen los mismos intereses que el comité de gestión que originalmente ordenó la detención.

### Condiciones en las instalaciones.

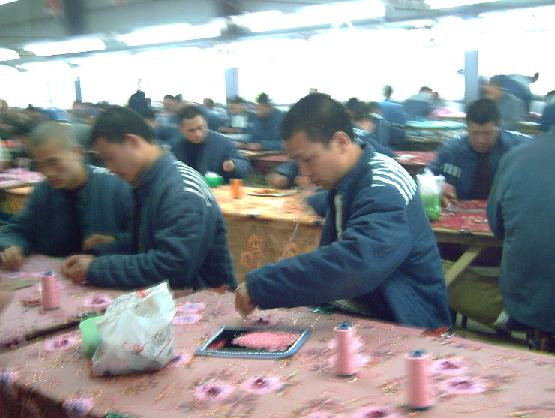
Trabajadores en el campo de reeducación a través del trabajo de Shayang; foto de los archivos del Museo Laogai

El Departamento de Estado de los Estados Unidos calificó las condiciones en las cárceles de "duras y con frecuencia degradantes", y dijo que las condiciones en la reeducación a través de las instalaciones laborales eran similares, citando espacios de vida superpoblados, alimentos de baja calidad y atención médica deficiente o ausente. Los detenidos en los campamentos deben trabajar por poco o ningún salario; Mientras que la ley china exige que el día de trabajo de los trabajadores penitenciarios se limite a 12 horas al día, el Departamento de Estado de los Estados Unidos y la Fundación de Investigación Laogai han especulado que la reeducación a través de los detenidos laborales se ven obligados a trabajar más tiempo. En 2001, el sociólogo Dean Rojek estimó que los detenidos generalmente trabajaban seis días a la semana, "en total silencio". Gran parte del trabajo realizado por la reeducación a través de detenidos laborales está orientado hacia la agricultura o la producción de bienes, muchos de los cuales se venden internacionalmente, ya que la reeducación a través de detenidos laborales no se cuenta como "prisioneros" oficiales y, por lo tanto, no está sujeta a Tratados Internacionales. También realizan trabajos que van desde "cuidar verduras y vaciar fosas sépticas hasta cortar bloques de piedra y trabajos de construcción".
Aunque aparentemente los drogadictos son puestos en reeducación por el trabajo para ser tratados por sus adicciones, algunas pruebas testimoniales han sugerido que poco "tratamiento significativo" tiene lugar en al menos algunos de los centros, y que los toxicómanos a menudo recaen en la adicción cuando son puestos en libertad.
Las instalaciones han sido ampliamente criticadas por el abuso físico que se dice que ocurre dentro de ellas. El castigo corporal se usa comúnmente, y también se cree que la tortura y el abuso físico están muy extendidos en las instalaciones. En abril de 2003, Zhang Bin, un recluso en el campo correccional de la ciudad de Huludao, donde fue reeducado, fue golpeado hasta la muerte, según los informes, por otros reclusos y por el supervisor laboral. La muerte de Zhang, junto con la muerte del recluso Sun Zhigang en marzo de 2003 en una prisión de custodia y repatriación, provocó llamamientos dentro de China para la reforma del sistema, aunque no se hicieron reformas de inmediato.
Aunque la mayoría de los informes describen las condiciones de los campos de reeducación como "brutales", hay algunos reclamos de que los prisioneros reciben un buen trato. Por ejemplo, cuando fue liberado de una sentencia de tres años de reeducación en 1999, el disidente Liu Xiaobo dijo que había sido tratado muy suavemente, que se le había permitido pasar tiempo leyendo y que las condiciones habían sido "bastante buenas."
El trabajo forzoso puede incluir romper rocas y ensamblar fundas de asientos de automóviles, e incluso hacer oro en World of Warcraft.
Según Xinhua, la agencia oficial de noticias del Partido Comunista de China, un poco más del 50% de los detenidos liberados de prisión y reeducación por el trabajo en 2006 recibieron ayuda del gobierno en forma de fondos o asistencia para encontrar trabajo.

### Vida después de la liberación
Los detenidos que son liberados de la reeducación a través de campos de trabajo aún pueden no poder viajar o ver a otras personas libremente. Las personas que permanecen en reeducación a través del trabajo durante 5 años o más no pueden regresar a sus hogares, y aquellos que lo hacen pueden ser monitoreados de cerca y no se les permite salir de ciertas áreas. Por ejemplo, en julio de 2003, un sacerdote que había sido puesto en libertad fue detenido bajo arresto domiciliario, y cinco hombres que intentaron visitarlo fueron detenidos.

## Crítica
La reeducación a través del sistema laboral ha sido criticada por grupos de derechos humanos, gobiernos extranjeros y organismos de la ONU, y abogados de derechos humanos chinos. Algunas agencias del gobierno chino y reformadores dentro del gobierno también criticaron el sistema como inconstitucional y abogaron por su reforma o abolición.
Human Rights Watch ha declarado que el sistema de "reeducación a través del trabajo" viola el derecho internacional, específicamente el Artículo 9 (4) del Pacto Internacional de Derechos Civiles y Políticos (PIDCP), que establece que "cualquier persona privada de su libertad por arresto o detención tendrá derecho a iniciar un procedimiento ante un tribunal, a fin de que el tribunal pueda decidir sin demora sobre la legalidad de su detención..." La reeducación a través del trabajo también ha sido criticada por numerosos grupos de derechos humanos por no ofrecer garantías procesales para los acusados, y por ser utilizados para detener a disidentes políticos, maestros, líderes de la iglesia Chinas y practicantes de Falun Gong. Además, aunque la ley hasta 2007 especificaba una duración máxima de detención de cuatro años, al menos una fuente menciona un sistema de "retención para el empleo en el campo" que permitía a las autoridades mantener a los detenidos en los campos por más tiempo que sus sentencias oficiales.
La reeducación a través del trabajo ha sido un foco de discusión no solo entre los grupos extranjeros de derechos humanos, sino también entre los estudiosos del derecho en China, algunos de los cuales participaron en la redacción de las leyes de 2007 destinadas a reemplazar el sistema.
Además de los estudiosos del derecho, el Tribunal Popular Supremo de la República Popular de China había criticado el sistema. A la luz de la desaprobación generalizada del sistema, HRIC pidió en 2001 que se aboliera por completo el sistema. Entre sus críticas, citó el hecho de que la redacción de la reeducación a través de las leyes laborales era excesivamente vaga, lo que permitía a las autoridades manipularla; el hecho de que el castigo dado en los centros de reeducación fue demasiado severo para los delitos cometidos; las condiciones abusivas en los centros de reeducación; y la variación de la reeducación a través de las leyes laborales de una provincia a otra. El Ministerio de Justicia de China también señaló que el sistema violó elementos de la  constitución china.  Wang Gongyi, subdirector del Instituto de Investigación de Justicia afiliado al Ministerio de Justicia, dijo que la reeducación a través del sistema laboral contradice varios elementos de la Constitución, la Ley de Procedimiento Penal y el Pacto Internacional de Derechos Civiles y Políticos, que China firmó en 1998.
Aunque muchos grupos de derechos humanos y académicos legales dentro y fuera de China pidieron la reforma o la abolición total de la reeducación a través del trabajo, las agencias de seguridad de China han defendido el uso del sistema como necesario para mantener la estabilidad social. Un informe de 1997 en el Legal Daily de China elogió la reeducación a través del trabajo como un medio para "mantener la paz social y prevenir y reducir la delincuencia". El Ministerio de Seguridad Pública declaró en 2005 que la reeducación a través del trabajo ayudó a mantener el estado de derecho y se utilizó principalmente para rehabilitar a los infractores de la ley. En 2007, cuando se redactaron nuevas leyes, el Ministerio de Seguridad Pública se opuso a la propuesta que permitiría la revisión judicial antes de que se aplicara el castigo.

### Oportunidades de lucro
El sistema laojiao emplea a decenas de miles de personas. Las ganancias se obtienen mediante la venta de los productos del trabajo forzoso y mediante la recolección de sobornos recibidos para reducir las condenas o garantizar que los familiares reciban una alimentación adecuada.

## Abolición
Durante el Tercer Pleno del 18º Congreso del Partido en Beijing el 15 de noviembre de 2013, los funcionarios chinos anunciaron que planeaban abolir el sistema de Reeducación a través del Trabajo. El anuncio se produjo después de que una serie de historias sobre el campo de trabajo forzado de Masanjia atrajeron la atención tanto internacional como nacional. Primero fue la muy publicitada carta de un preso en Masanjia que una mujer de Portland, Oregon, encontró escondida en una caja de decoraciones de Halloween. La carta enumeraba abusos en el campamento y pedía ayuda. En segundo lugar, una pequeña revista en China llamada Lens publicó un informe de 14 páginas que detalla los abusos de mujeres en Masanjia. Una versión en línea del informe se convirtió rápidamente en la noticia más leída en China. Estas dos historias junto con la continua presión de las ONG internacionales y los reformadores dentro de China precipitaron el anuncio de poner fin al sistema.

Sin embargo, la abolición planificada del sistema ha sido criticada por grupos de derechos humanos, y Amnistía Internacional ha publicado un informe titulado "Cambiando la sopa pero no la medicina". El informe de Amnistía concluye que el cierre de los campamentos es un avance positivo para los derechos humanos, pero los problemas fundamentales de la detención arbitraria continúan en China:
Muchas de las políticas y prácticas que resultaron en el castigo de las personas por ejercer pacíficamente sus derechos humanos enviándolas a RTL no han cambiado fundamentalmente: todo lo contrario. Existe amplia evidencia de que tales políticas y prácticas continúan con toda su fuerza. La última campaña contra Falun Gong, lanzada a principios de este año y con la intención de operar durante tres años, muestra que la determinación del PCCh de librar a China de este grupo espiritual no ha disminuido. Los practicantes de Falun Gong continúan siendo castigados mediante enjuiciamiento penal y siendo enviados a "centros de lavado de cerebro" y otras formas de detención arbitraria. Asimismo, los peticionarios continúan siendo objeto de hostigamiento, obligados a instituciones mentales y enviados a “cárceles negras” y otras formas de detención arbitraria. Los defensores de los derechos humanos, los defensores de la democracia, los denunciantes de irregularidades y otros activistas políticos también son cada vez más blanco de la detención penal, las "cárceles negras", la detención administrativa a corto plazo y las desapariciones forzadas, en lugar de RTL.
El 28 de diciembre de 2013, el Comité Permanente del Congreso Nacional del Pueblo abolió la reeducación a través del sistema laboral. Los detenidos fueron liberados sin terminar sus oraciones.